# Rode sneeuw in december
Rode sneeuw in december is een historische roman van Simone van der Vlugt uit 2012. Het boek beschrijft de periode mei 1552 tot september 1578, met als begin en eindpunt de stad Leiden. Het thema is liefde in oorlogstijd.

## Verhaal
De 32-jarige Amsterdamse arts Andries Griffioen redt in mei 1552 de vader van de 20-jarige Leidse Lideweij Feelinck. Het is voor haar liefde op het eerste gezicht en voor haar vader einde oefening. Want Andries is Luthers en vader Boudewijn streng Rooms-katholiek. Moeder Wendela Bensenbroeck was van verarmde adel en is drie jaar tevoren overleden. Lideweij is het enige overgebleven kind en ze bleef bij haar vader, die een lakenhandel drijft. Maar de ontmoeting met Andries verandert alles. Als ze moet kiezen tussen Andries en vader Boudewijn kiest Lideweij voor de eerste. Samen vertrekken ze naar Breda naar het hof van de Prins van Oranje, waar Andries Griffioen de lijfarts van Willem van Oranje wordt. Lideweij wordt onterfd en haar vader verbreekt elk contact met haar. De niet beantwoorde brieven uit Breda worden decennia later door haar dochter in het huis van haar opa gevonden.
In Breda hebben Lideweij en Andries gelukkige jaren. Ze krijgen drie dochters, Isabella, Susanna en Alida. De Prins staat in hoog aanzien bij Keizer Karel V en de landvoogdes. Dat verandert als de keizer in 1555 troonsafstand doet en de Nederlanden een Spaanse koning krijgen, de zoon van Karel, Koning Filips II. Elf jaar later bieden de lagere edelen hun smeekschrift der Edelen aan. Het godsdienstige kruitvat der Nederlanden ontploft, mede door misoogsten. De Beeldenstorm raast over het land en een burgeroorlog breekt uit. Koning Filips stuurt de hertog van Alva naar het noorden. De onthoofding van twee van de voornaamste edelen, graaf Egmont en graaf Horne zet de toon van de meedogenloze repressie. Willem van Oranje vlucht naar zijn geboorteplaats Slot Dillenburg, over de grens in het Heilig Roomse Rijk. Andries Griffioen wordt stadsarts te Naarden en neemt zijn vrouw en drie dochters mee. Omdat er in Naarden geen Beeldenstorm heeft gewoed lijkt de situatie daar veiliger dan in Breda.
Alles verandert als de Watergeuzen hun offensief inzetten. Op 1 april 1572 valt Den Briel. De Spanjaarden slaan terug over land. De zoon van Alva, Fadrique Álvarez de Toledo zet een tegenoffensief in. De steden Mechelen, Zutphen en Amersfoort worden veroverd, leeggeplunderd en de bewoners worden verkracht. En dan slaat het noodlot toe voor Andries en zijn gezin. Het veilig geachte Naarden wordt als vierde stad belegerd. In grote bestuurlijke verwarring geeft de stad zich over en opent haar poorten. Lidewij laat Susanna hun kostbaarheden in een sneeuwpop verbergen. Op 1 december worden burgers van Naarden bijeengedreven in het stadhuis, de voormalige Gasthuiskerk. De Spanjaarden gaan als barbaren te keer, schieten, hakken en steken het gebouw in brand. Isabella was thuisgebleven, omdat ze hoge koorts had. Eenmaal wakker geworden merkt ze dat er een slachtpartij is geweest. Dan merkt ze dat er een Spanjaard in haar ouderlijk huis is, die haar vindt en verkracht. Maar laatstgenoemde komt bizar aan zijn einde als een brandende balk hem vol treft. Isabella kruipt naar buiten, vlucht via het uitgemoorde klooster Naarden uit en ziet buiten de stad de waarheid van Naarden. De brandende stad met rode sneeuw in december. Volgens de annalen zouden 60 burgers de moordpartij overleefd hebben.
Via Amsterdam vlucht Isabella naar Leiden. Ze neemt als anonieme dienstmeid Ida dienst in het huis van haar grootvader. Boudewijn is nagenoeg dement en haar achterneef Folckert bestuurt het bedrijf. Isabella komt in Leiden ook Reinier Benningh tegen, die ze nog kent uit Amsterdam. In de kamer van haar moeder ziet Isabella al de prachtige kleding die Lideweij destijds in Leiden heeft achtergelaten. Ze wordt daarbij betrapt door Folckert. Ze ziet geen andere uitweg dan zich bekend te maken als zijn achternicht. Het vergt een groot getuigenonderzoek om haar status te verifiëren. Haar oude rector uit Naarden Lambertus Hortensius komt ook getuigenis afleggen en vertelt hoe ook hij de slachting heeft overleefd. Isabella bevalt in juli van Pepijn. De bevalling verloopt gladjes maar zijn moeder wil niets van de zoon van een verkrachtende vader weten.
Boudewijn Feelinck overlijdt en het testament is een grote verrassing. Moeder Lideweij blijkt in het geheel niet onterfd na de laatste wijziging, maar achterneef Folckert krijgt een legaat. Het respectabele bedrag van 5000 gouden carolus gulden. Na enig gemopper blijft hij nog enige maanden en vertrekt dan met zijn geld. Eigenlijk zit Isabella dan met een failliet bedrijf. Maar door na een tip van Reinier Benningh grote voedselvoorraden aan te leggen weet ze tijdens het beleg van Leiden goede zaken te doen. Twee lakenhandelaren en haar notaris accepteren voedsel voor geld en zo staan na Leidens ontzet de zaken van Isabella er weer redelijk florissant voor. Tijdens het beleg redt ze haar zoontje Pepijn van de pest, met de technieken die ze van haar vader had geleerd.
Het boek eindigt in september 1578 als Willem van Oranje met Charlotte van Bourbon naar Leiden komt om de stad feestelijk te bezoeken. Burgemeester Van der Werff begeleidt hen naar het rijkste patriciërshuis op het Rapenburg. Daar worden ze ontvangen door Isabella en Reinier Benningh. Na fronsende blikken van de prins maakt Isabella haar geboortenaam bekend: Isabella Griffioen. Ze vertelt dat haar familie omgekomen is in Naarden. Maar Pepijn redt de dag. Vol optimisme zegt het jongetje dienst te gaan nemen in het leger van de prins. Hij jaagt alle Spanjaarden het land uit.

## Voetnoot
1. ↑  Spaanse Furie in Mechelen
2. ↑  Bloedbad van Zutphen
3. ↑  Bloedbad van Naarden
4. ↑  isgeschiedenis.nl
5. ↑  Zie de Geschiedenis van de Nederlandse gulden
6. ↑  Reinier was een berucht handelaar met de Spanjaarden en zo een voorloper van Rhett Butler uit Gone with the wind